# Theridiosoma argenteolunulatum
Theridiosoma argenteolunulatum är en spindelart som beskrevs av Simon 1897. Theridiosoma argenteolunulatum ingår i släktet Theridiosoma och familjen strålspindlar. Inga underarter finns listade i Catalogue of Life.